# Todd-AO

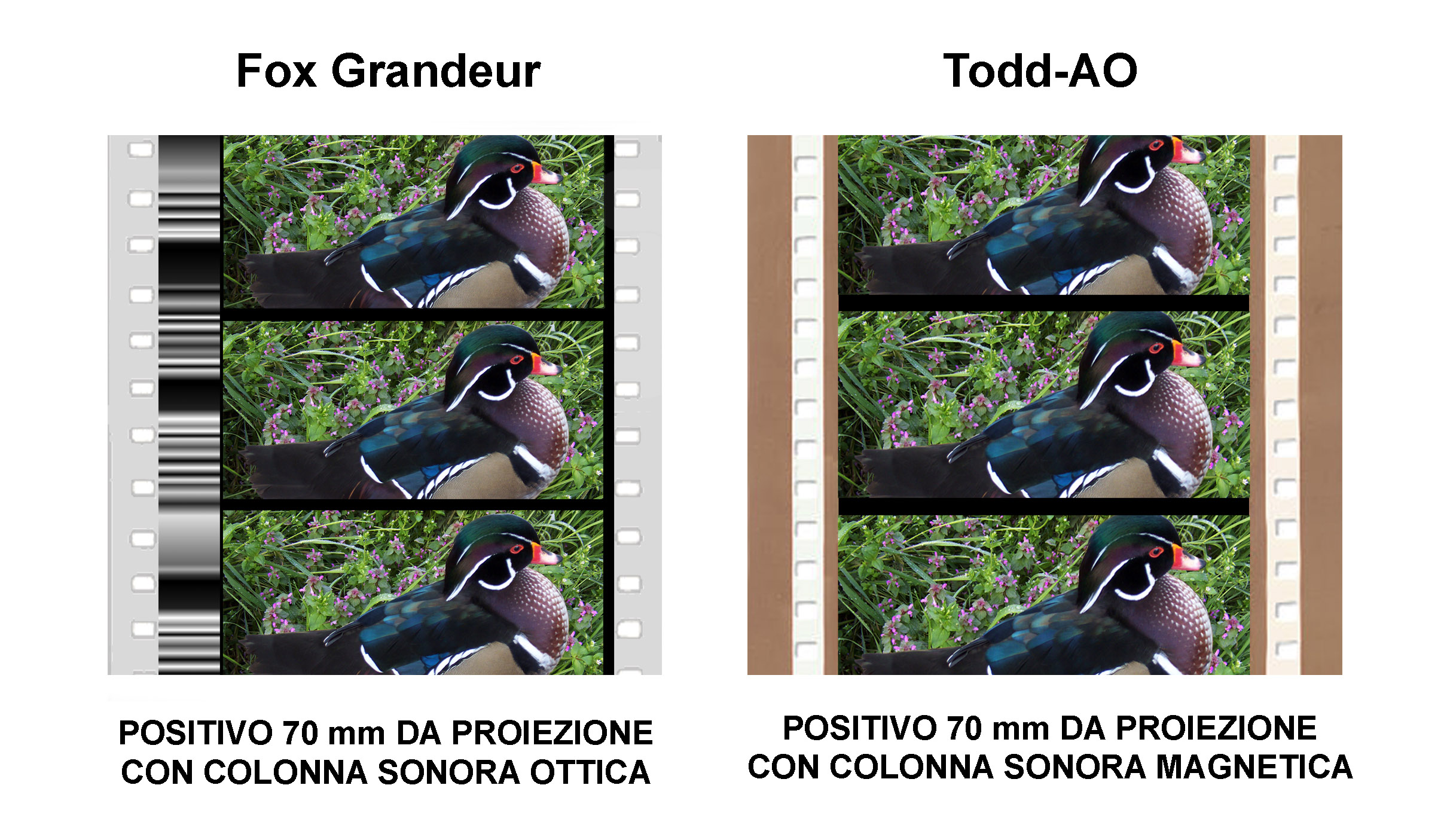
Ejemplos de diferentes formatos comparándose con Todd-AO

El Todd-AO es un formato cinematográfico que utilizaba un negativo de 70 mm y 5 perforaciones de arrastre por fotograma, y que tenía una relación de aspecto de 2.20:1. Fue creado a mediados de los años 50 en Estados Unidos por Michael Todd con la colaboración de la empresa American Optical.

## Historia
El productor Michael Todd, después de dejar el proyecto Cinerama, creó junto a la American Optical el Todd-AO. Este sistema fue utilizado por primera vez para filmar la película Oklahoma, dirigida por Fred Zinnemann y estrenada en 1955. Para ello se usó una película de cámara de 65 mm, lentes gran angular y sonido magnético estéreo de seis pistas. La película en cuestión era una adaptación de la comedia musical homónima creada por Richard Rodgers y Oscar Hammerstein, quienes rechazaron las ofertas de los grandes estudios de Hollywood y apostaron por la Magna Theatre Corporation, partidaria de utilizar el musical como medio para poder llevar el formato de la pantalla panorámica de Todd-AO a les proyecciones de películas en cines.
Gracias al estilo imaginativo de Zinnemann se aprovechó al máximo un formato de dos pantallas panorámicas. Debido a que el lanzamiento de la tecnología 70 mm de Todd-AO fue lento y caro, la película se rodó simultáneamente con el proceso de 35 mm del Cinemascope, y así asegurar una amplia distribución. A pesar de las diferencias de relación de aspecto del formato Todd-AO y el Cinemascope, de 2.20:1 y 2.35:1 respectivamente, la película prácticamente no era diferente a las tecnologías usadas por la competencia.
Como toda innovación tecnológica, el Todd-AO pronto tuvo competencia, como por ejemplo del Sovscope, una versión soviética de 70 mm. Pese a la competencia, el Todd-AO se convirtió en el sistema estándar para 70 mm y hacia 1987, junto a sus competidores, había sido usado en la producción de más de 300 películas alrededor del mundo. La tecnología de este formato cinematográfico de 70 mm ha impactado profundamente la industria del cine, y juntamente con el formato VistaVision de Paramount, permitió el tránsito entre la primera batalla de la gran pantalla y los nuevos cines de hoy en día.

## Características
Este sistema se basaba en el uso del negativo de 70 mm, con cinco perforaciones de arrastre por fotograma y una cadencia de 30 imágenes por segundo. Los resultados fueron satisfactorios, ya que la definición de la imagen era casi tan alta como la que se obtenía con el Cinerama, por tanto superior a la que ofrecían el CinemaScope y VistaVision.
La relación de aspecto era de 2.20:1, pero lo más importante es que esta tecnología se consiguió sin utilizar unas lentes anamórficas que implicasen la compresión de las imágenes en el negativo. Para proyectar una película en este formato se requería una pantalla cóncava con una curvatura de 128 grados. El innovador equipamiento del Todd-AO permitió a los cines la proyección de filmes de distintos formatos, entre estos el 70 mm, el CinemaScope e incluso 35 mm.

### Sonido
El sistema de sonido de Todd-AO dio muy buenos resultados. Las copias de las películas se realizaban sobre películas de 70 mm, pero los fotogramas ocupaban 65 mm de celuloide, así que los 5 mm sobrantes se usaban para la inclusión del sonido. La banda sonora estaba formada por seis pistas, cinco de las cuales actuaban desde detrás de la pantalla, y la restante alimentaba una batería de altavoces que recorrían el auditorio. 
Una de las grandes ventajas del Todd-AO era la posibilidad de ofrecer diálogos con el sistema de sonido direccional, es decir, si el actor se encontraba en el lado derecho del encuadre, se le escucharía a través del canal de audio situado a la derecha de la pantalla, y así con todos los sonidos.

### Incompatibilidades
El Todd-AO era un gran formato cinematográfico, pero que también tenía sus inconvenientes. Operaba a 30 fotogramas por segundo, así que no era compatible con las reducciones de 35 mm que hacían los cines que no contaban con un equipo de proyección para 70 mm. Por esta razón, la primera producción en Todd-AO, Oklahoma de Fred Zinneman, estrenada en 1955, se rodó también en formato Cinemascope, con el fin de que pudiese ser proyectada en el mayor número de salas posible. Con el tiempo se descubrió que el Todd-AO era compatible con los proyectores de Cinemascope en reducciones de 35 mm, siempre que se redujese la velocidad de rodaje y proyección a 24 imágenes por segundo. Así que la segunda cinta filmada a Todd-AO, La vuelta al mundo en 80 días de Michael Anderson, estrenada en 1956, también tuvo dos versiones, ambas en el mismo sistema, pero con diferentes velocidades de proyección.
Pero los problemas del Todd-AO no acabaron aquí. Los dueños de las salas de exhibición siempre se habían mostrado contrarios a instalar pantallas curvadas en sus salas, ya que tan solo se podían utilizar con el Cinemascope y el Todd-AO, y no resultaban adecuadas para la proyección de todos los otros formatos cinematográficos más convencionales.
Michael Todd y la American Optical decidieron cambiar las especificaciones del formato para adecuarlo a las pantallas rectangulares planas que se habían utilizado hasta el momento. Así que la tercera película que realizaron, Al sur del Pacífico de Joshua Logan, estrenada en 1958, se rodó en una única versión a 24 fotogramas por segundo, y a partir de ese momento, ese fue el estándar para todas las producciones realizadas con Todd-AO.

## Evolución
En 1955, con la necesidad de mejorar la cualidad de la imagen y aumentar la estabilidad de esta, el Todd-AO introdujo un nuevo proceso de 70 mm. Con la tecnología de fotogramas propia de los años veinte del siglo XIX, se introdujo el formato de exhibición de Todd-AO de 70 mm añadiendo una banda magnética de seis canales en el borde de un negativo de 65 mm. De esta manera el ancho del marco de la imagen era mayor. 

### Versiones
Por otro lado, Richard Vetter, un ingeniero de la American Optical, desarrolló dos variedades o versiones del sistema. La primera de ellas, denominada Dimensión 150, era igual que el Todd-AO, pero estaba equipada con unas lentes especiales que permitían captar un mayor ángulo de visión. Se utilizó nada más que en dos películas: La Biblia de John Huston, en 1966; y Patton de Franklin J. Schaffner en 1970. La segunda variante, llamada Todd-AO 35, era similar al Cinemascope y fue lanzada, en 1971, con la película Macbeth de Roman Polanski. Esta última versión se utilizó durante quince años, dando fantásticos resultados en películas muy populares como: La fuga de Logan de Michael Anderson en 1976; y Conan el Bárbaro de John Milius en 1982.

## Éxito
El éxito del sistema Todd-AO y de sus versiones posteriores se tradujo en la aparición y establecimiento de un nuevo estándar de película ancha de 70 mm aun vigente hoy en día en la proyección de películas en el cine. A pesar de los grandes problemas y múltiples cambios que sufrió, el Todd-AO fue todo un éxito, ya que su calidad de imagen y sonido eran muy superior a la del resto de formatos panorámicos existentes en el momento. El mayor apoyo que tuvo este nuevo formato llegó de la mano de 20th Century-Fox, que decidió utilizarlo en todas sus superproducciones como Cleopatra de Joseph L. Mankievicz en 1963, reservando el CinemaScope para las películas más comunes. La última película rodada en Todd-AO fue Aeropuerto de George Seaton, en 1970.

## Listado de películas
- 1955: Oklahoma, Fred Zinneman
- 1956: La vuelta al mundo en 80 días, Michael Anderson
- 1958: Al sur del Pacífico, Joshua Logan
- 1959: Porgy and Bess, Otto Preminger
- 1960: Can-Can, Walter Lang
- 1960: The Alamo, John Wayne
- 1960: Scent of Mystery, Jack Cardiff
- 1961: West Side Story, Robert Wise/Jerome Robbins
- 1963: Cleopatra, Joseph L. Mankievicz
- 1964: Man in the 5th Dimension, Dick Ross
- 1965: The Sound of Music, Robert Wise
- 1965: Those Magnificent Men in Their Flying Machines, Ken Annakin
- 1965: The Agony and the Ecstasy, Carol Reed
- 1966: La Biblia, John Huston (Dimension 150)
- 1967: Doctor Dolittle, Richard Fleischer
- 1968: Star!, Robert Wise
- 1969: Hello, Dolly!, Gene Kelly
- 1970: Patton, Franklin J. Schaffner (Dimension 150)
- 1970: Aeropuerto, George Seaton
- 1971: Macbeth, Roman Polanski (Todd-AO 35)
- 1971: The Last Valley, James  Clavel (Todd-AO 35)
- 1973: Jesus Christ Superstar, Norman Jewison (Todd-AO 35)
- 1976: La fuga de Logan, Michael Anderson (Todd-AO 35)
- 1982: Conan el Bárbaro, John Milius (Todd-AO 35)
- 1992: Baraka, Ron Fricke (Todd-AO 35)